# Kodai Fujii
Kodai Fujii (藤井 航大 Fujii Kōdai?), född 13 januari 1991 i Toyama, är en japansk fotbollsspelare som spelar för J-Lease FC.

## Karriär
Fujii började sin seniorkarriär 2013 i Kamatamare Sanuki. Han spelade 114 ligamatcher för klubben. 2017 flyttade han till Machida Zelvia.
Inför säsongen 2020 gick Fujii till Iwate Grulla Morioka. Inför säsongen 2022 flyttade han till Vanraure Hachinohe. Inför säsongen 2023 gick Fujii till J-Lease FC.